# Rusłan Bidnenko
Rusłan Mychajłowycz Bidnenko, ukr. Руслан Михайлович Бідненко, ros. Руслан Михайлович Бидненко, Rusłan Michajłowicz Bidnienko (ur. 20 lipca 1981 w miejscowości Rewne, w obwodzie kijowskim, Ukraińska SRR) – ukraiński piłkarz, grający na pozycji pomocnika, reprezentant Ukrainy.

## Kariera piłkarska

### Kariera klubowa
Wychowanek klubu Borysfen Boryspol. Mając 17 lat został zauważony przez selekcjonerów francuskiego RC Lens, ale przez zbyt wysoką cenę transfer nie doszedł do skutku. Był jednym z liderów klubu, kiedy to w 2003 został zaproszony do Dynama Kijów. Jednak nieczęsto występował w podstawowej jedenastce Dynama, chociaż z nim zdobył Mistrzostwo Ukrainy w sezonie 2003/04 oraz krajowy puchar w sezonie 2004/05. Od 2005 broni barw Dnipra Dniepropietrowsk. W 2008 był wypożyczony najpierw do Naftowyk-Ukrnafty Ochtyrka, a następnie do Krywbasu Krzywy Róg. W 2009 ponownie wypożyczony do Arsenału Kijów, jednak nie zagrał żadnego meczu. Po wygaśnięciu kontraktu we wrześniu 2009 został piłkarzem Czornomorca Odessa. W 2010 przeszedł do Zirki Kirowohrad.

### Kariera reprezentacyjna
5 czerwca 2004 zadebiutował w reprezentacji Ukrainy w spotkaniu towarzyskim z Francją przegranym 0:1. Wcześniej występował w reprezentacji Ukrainy U-17, reprezentacji Ukrainy U-19 i młodzieżowej reprezentacji Ukrainy.

## Sukcesy i odznaczenia

### Sukcesy klubowe
- mistrz Ukrainy: 2004
- wicemistrz Ukrainy: 2005
- mistrz Pierwszej lihi: 2006
- mistrz Drugiej Lihi: 2000
- zdobywca Superpucharu Ukrainy: 2004
- zdobywca Pucharu Ukrainy: 2005
- zdobywca Pucharu Drugiej Lihi: 2000

### Sukcesy reprezentacyjne
- uczestnik turnieju finałowego Europy U-16: 1998

### Odznaczenia
- Medal „Za pracę i zwycięstwo”: 2006[4]